# 세마역
세마역(洗馬驛, Sema station)은 경기도 오산시 세교동에 위치한 수도권 전철 1호선의 전철역이다. 역명은 임진왜란때 독왕산성 싸움에서 권율 장군이 말을 쌀로 씻었다는 것에서 유래하였으며, 역사 역시 독왕산성을 모티브로 하였다.

## 역사
1990년대 중반 계획 당시에는 죽미역으로 불려 당시 수원 - 천안 2복선 전철 개통이후에 추가 신설할 예정이었으며, 실제 개통 또한 병점 - 천안 2복선 전철이 2005년 1월에 개통한 것에 비해 2005년 12월에 영업을 개시하였다. 한편 역 동쪽의 택지 개발에 따라 2015년 1월 19일에 LH공사에 의한 기부채납 형식으로 동부 역사가 착공되어 같은 해 9월 12일에 영업을 개시했다.
- 2005년 12월 27일 : 역원무배치간이역(을종승차권대매소)으로 개역[3]
- 2010년 1월 21일: 당정역 개업으로 1호선 역번호가 P157번에서 P158번으로 변경

## 역 구조
2면 4선의 상대식 승강장을 갖춘 고가역이다. 가운데에 2선의 통과선이 있다. 현재 스크린도어가 설치되어 있다. 역 자체가 휘어져있어 열차도 기울여진 형태로 정차한다. 출구는 2개이다.

### 승강장

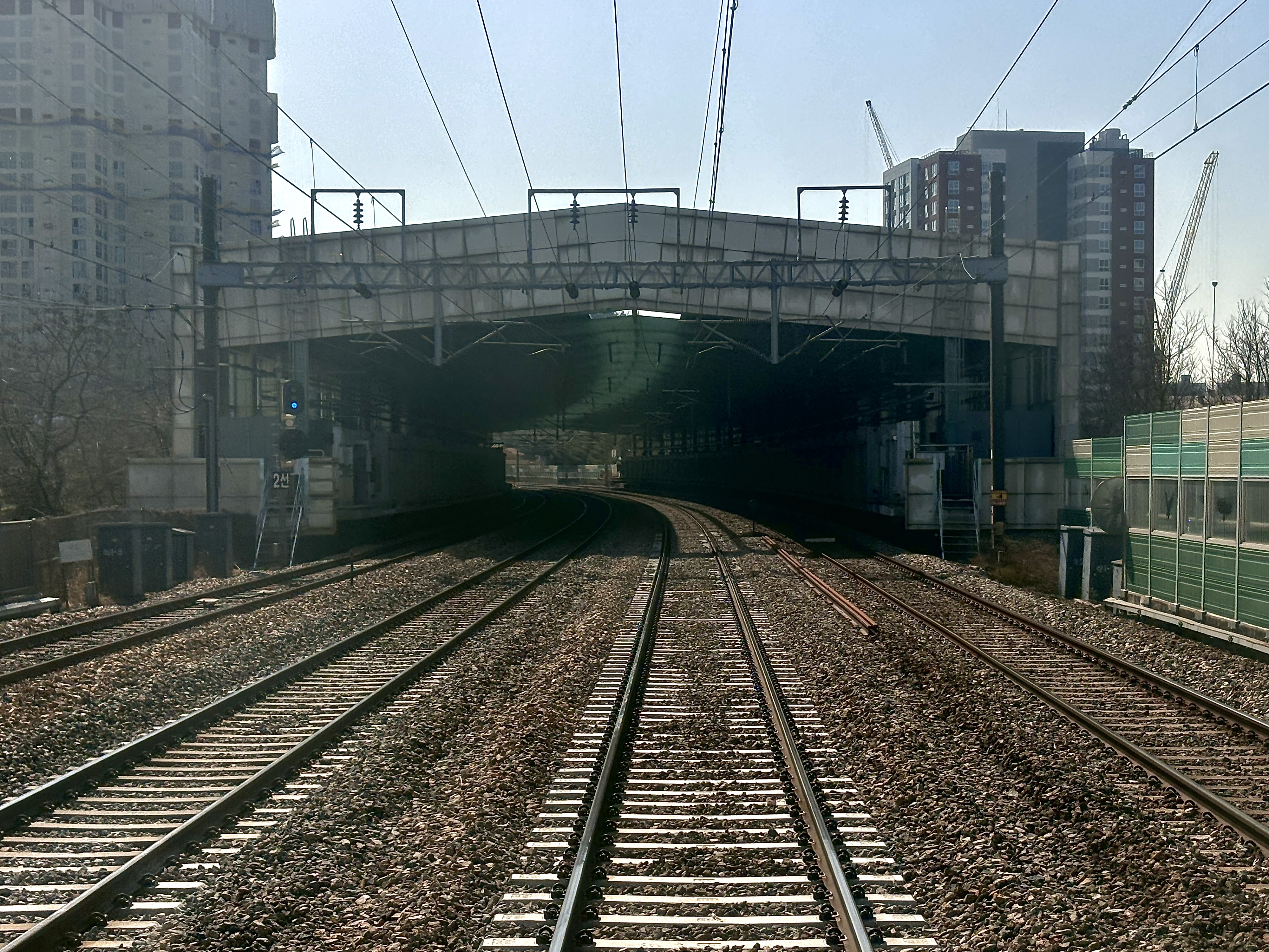
승강장

| ↑병점   |
| \| １   |
| 오산대↓ |

| 1 | ● 수도권 전철 1호선 | 평택 · 천안 · 신창 방면            |
|   | 경부선              | 통과선                             |
| 2 | ● 수도권 전철 1호선 | 수원 · 구로 · 서울역 · 광운대 방면 |

## 역 주변
- 세마대
- 세마동행정복지센터
- 세마고등학교
- 독산성 세마대지
- 보적사
- UN군 초전비
- UN군 초전기념관
- 대일화학공업
- 한국토지주택공사 오산본부

## 승차량 변동
| 노선   | 승차 인원 | 승차 인원 | 승차 인원 | 승차 인원 | 승차 인원 | 승차 인원 | 승차 인원 | 승차 인원 | 승차 인원 | 승차 인원 | 승차 인원 | 승차 인원 | 승차 인원 | 승차 인원 | 승차 인원 | 승차 인원 | 승차 인원 | 승차 인원 | 주 석 |
| 노선   | 2005년    | 2006년    | 2007년    | 2008년    | 2009년    | 2010년    | 2011년    | 2012년    | 2013년    | 2014년    | 2015년    | 2016년    | 2017년    | 2018년    | 2019년    | 2020년    | 2021년    | 2022년    | 주 석 |
| ------ | --------- | --------- | --------- | --------- | --------- | --------- | --------- | --------- | --------- | --------- | --------- | --------- | --------- | --------- | --------- | --------- | --------- | --------- | ----- |
| 경부선 | 205       | 306       | 351       | 403       | 748       | 1841      | 2259      | 2229      | 2293      | 2912      | 2522      | 2634      | 2660      | 2951      | 3059      | 2047      | 2261      | 2681      | [ 4 ] |

## 인접한 역
| 경부선                | 경부선                          | 경부선                |
| --------------------- | ------------------------------- | --------------------- |
| P157 병점 광운대 방면 | ● 수도권 전철 1호선 경부선 완행 | P159 오산대 신창 방면 |